# HMS Collingwood (1908)
La HMS Collingwood fu una delle tre corazzate monocalibre della classe St Vincent costruite per la Royal Navy nel primo decennio del XX secolo. Dopo l'entrata in servizio nel 1910 passò l'intera carriera nella Home e Grand Fleet, servendo spesso come nave ammiraglia. Il principe Alberto (poi re Giorgio VI) passò alcuni anni sulla nave prima e durante la prima guerra mondiale. Oltre a partecipare alla battaglia dello Jutland nel maggio 1916, nella quale danneggiò un incrociatore da battaglia tedesco, e all'inconclusiva azione del 19 agosto, il suo servizio durante la prima guerra mondiale consistette soprattutto in pattugliamenti di routine e addestramento nel Mare del Nord. Alla fine della guerra la nave fu considerata obsoleta e fu messa in riserva ed utilizzata come nave scuola. La Collingwood fu venduta per essere demolita nel 1922.
La nave deve il suo nome al viceammiraglio Cuthbert Collingwood, I barone Collingwood, a capo della Mediterranean Fleet durante le guerre napoleoniche e compagno di Nelson nelle battaglie di Capo San Vincenzo e Trafalgar.

## Progetto e descrizione
Il progetto della classe St. Vincent fu derivato da quello della classe Bellerophon, con un piccolo aumento di taglia, corazzatura e un armamento più potente. La Vanguard aveva una lunghezza fuori tutto di 163, a m, un baglio massimo di 25,6 m e un'immersione di 8,5 m. Dislocava 20 000 t con carico normale e 23 200 t a pieno carico. Nel 1911 l'equipaggio consisteva in 758 tra ufficiali e marinai.
La Collingwood era propulsa da due set di turbine a vapore Parsons, ognuno collegato a 2 eliche, che utilizzavano il vapore di 18 caldaie Babcock & Wilcox a carbone. Le turbine erano da 18 300 kW per poter sviluppare una velocità di 21 nodi. Durante le prove in mare del 17 gennaio 1910, raggiunse la velocità di 20,6 nodi da 19 996 kW. La Collingwood aveva un'autonomia di 6 900 miglia nautiche alla velocità di crociera di 10 nodi.

### Armamento e corazzatura
La classe St. Vincent era equipaggiata con dieci cannoni Mk XI da 305 mm in cinque torrette binate, tre sull'asse di simmetria e le altre due sui fianchi. Le torrette sull'asse erano designate 'A', 'X' e 'Y', da prua a poppa, e le torrette di sinistra e dritta erano rispettivamente la 'P' e la 'Q'. L'armamento secondario, pensato contro le torpediniere, consisteva in 20 cannoni Mk VII da 102 mm. Questi cannoni erano installati a coppie sul tetto delle tre torrette centrali e sulle due laterali su affusti non schermati. I rimanenti 10 erano posizionati sulla sovrastruttura. Le navi avevano anche tre tubi lanciasiluri da 450 mm, uno su ogni fiancata più uno a poppa, e quattro cannoni a salve da 47 mm.
La classe St. Vincent aveva una cintura corazzata al galleggiamento di corazza cementata Krupp da 254 mm tra le barbette di prua e poppa che si riduceva a 51 mm a prua e a poppa fino alle estremità. Sopra la cintura c'era un corso di fasciame corazzato da 203 mm. Paratie trasversali da 127 a 203 mm chiudevano la parte più spessa della cintura corazzata.
Le tre barbette centrali erano protette da una corazzatura di 229 mm sul ponte principale che si assottigliava fino a 127 mm sotto di esso. Le barbette laterali erano simili, solo che avevano una corazza di 254 mm sul ponte. Le torrette avevano le superfici laterali di 279 mm e coperture da 76 mm. I tre ponti corazzati variavano in spessore tra 19 e 76 mm. I lati della torre di comando erano protetti da lastre da 279 mm, anche se il retro e la copertura erano rispettivamente da 203 e 76 mm. le navi furono le prime britanniche ad avere paratie anti-siluro, spesse da 19 a 76 mm, che ricoprivano lo scafo tra i magazzini di prua e poppa.

#### Modifiche
I cannoni sulla torretta prodiera furono rimossi nel 1911-1912 sulle altre navi. Due anni dopo, furono montati schermi su quasi tutti gli affusti della sovrastruttura e la struttura del ponte fu allargata alla base dell'albero tripode di prua e eliminati un paio di cannoni dalla parte prodiera della sovrastruttura. Durante il primo anno di guerra fu installato un sistema di puntamento sull'albero a tripode prodiero. Nello stesso periodo la base della sovrastruttura prodiera fu ricostruita per ospitare otto cannoni da 102 mm e quelli sulle torrette furono rimossi, portandone il numero totale a 14. Un paio di cannoni da 76 mm contraerei furono aggiunti.
Circa 51 t di corazzatura furono aggiunti sul ponte dopo la battaglia dello Jutland nel maggio 1916. Nell'aprile 1917 le tre navi montavano 13 cannoni da 102 mm più due cannoni singoli da 102 e 76 mm contraerei. Il tubo lanciasiluri di poppa fu rimosso nel 1917-1918 e le armi contraeree furono spostate a poppa. Nel 1918 fu montato un telemetro per angoli elevati sopra la coffa d'avvistamento e catapulte per aerei sulle torrette di prua e poppa.

## Costruzione e servizio
La Collingwood, chiamata così in onore del viceammiraglio Cuthbert Collingwood, fu ordinata il 26 ottobre 1907, impostata presso il Devonport Royal Dockyard il 3 febbraio 1908, varata il 7 novembre 1908 e completata nell'aprile 1910. Incluso l'armamento la nave costò tra le 1 680 888 e le 1 731 640 £.
Il 19 aprile 1910 la Collingwood entrò in servizio e fu assegnata alla 1st Division della Home Fleet sotto il comando del capitano di vascello William Pakenham. Si unì a diversi membri della flotta nelle regolari esercitazioni del tempo di pace e l'11 febbraio 1911 si danneggiò il fasciame del fondo contro uno scoglio non mappato davanti a El Ferrol. Il 24 giugno la nave era presente alla rivista della flotta per l'incoronazione di re Giorgio V a Spithead. Pakenham fu sostituito dal capitano di vascello Charles Vaughan-Lee (1867–1928) il 1º dicembre. Il 1º maggio 1912 la 1st Division fu rinominata 1st Battle Squadron. Il 22 giugno Vaughan-Lee fu trasferito alla corazzata Bellerophon e il capitano di vascello James Ley assunse il comando e il viceammiraglio Stanley Colville issò la sua insegna sulla Collingwood come comandante del 1st BS. La nave partecipò alla rivista navale del parlamento il 9 luglio a Spithead prima di iniziare un raddobbo verso la fine dell'anno. Nel marzo 1913 la Collingwood e il 1st Battle Squadron fecero visita al porto di Cherbourg, in Francia. Il Principe Alberto (poi re Giorgio VI), in quel tempo guardiamarina, fu assegnato alla nave il 15 settembre 1913. La Collingwood ospitò anche il fratello maggiore di Alberto, Edoardo il Principe del Galles, durante una breve crociera il 18 aprile 1914. Il 22 giugno tornò ad essere una nave comune quando Colville ammainò la sua insegna.

### Prima guerra mondiale

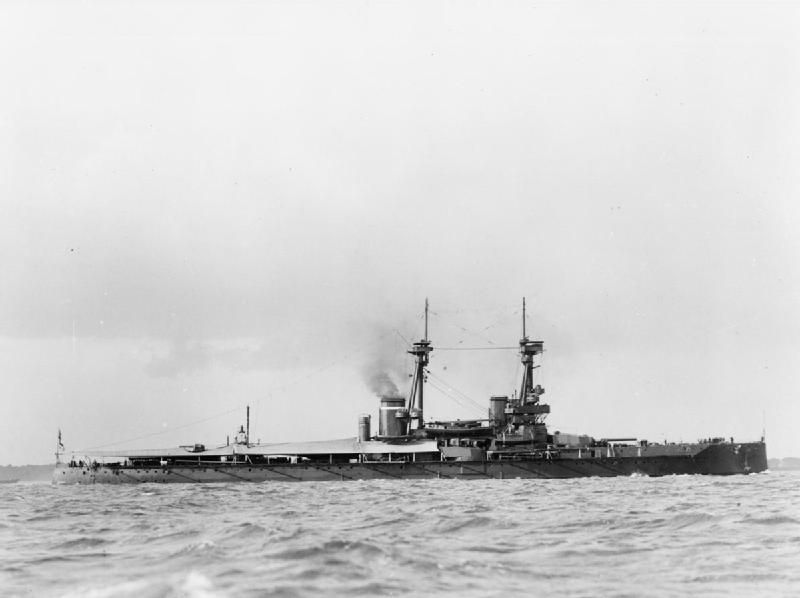
HMS Collingwood all'ancora nel 1914

Tra il 17 e il 20 giugno 1914 la Collingwood prese parte ad un test di mobilitazione e rivista della flotta come parte della risposta britannica alla crisi di luglio. Arrivò a Portland il 27 luglio dove le fu ordinato di procedere due giorni dopo col resto della Home Fleet verso Scapa Flow per salvaguardare la flotta da un possibile attacco a sorpresa tedesco. Nell'agosto 1914, dopo l'inizio della guerra, la Home Fleet fu riorganizzata col nome di Grand Fleet e posta sotto il comando dell'ammiraglio John Jellicoe. Gran parte della flotta fu temporaneamente basata a Lough Swilly in Irlanda, mentre a Scapa le difese della base venivano rinforzate. La sera del 22 novembre 1914 la Grand Fleet condusse un'infruttuosa caccia nella metà meridionale del Mare del Nord. La Collingwood si unì al corpo principale in supporto del 1st Battlecruiser Squadron di incrociatori da battaglia comandato dal viceammiraglio David Beatty. La flotta ritornò in porto per il 27 novembre. Il 1st Battle Squadron navigò a nord ovest delle Shetland e condusse esercitazioni di tiro tra l'8 e il 12 dicembre. Quattro giorni dopo la Grand Fleet lasciò la base durante il bombardamento di Scarborough, Hartlepool e Whitby da parte dei Tedeschi ma fallì nell'ingaggiare la flotta nemica. La Collingwood e il resto della Grand Fleet pattugliarono nuovamente il Mare del Nord tra il 25 e il 27 dicembre. La Grand Fleet, inclusa la Collingwood, condusse delle esercitazioni di tiro tra il 10 e il 13 gennaio 1915 ad ovest delle Orcadi e delle Shetland. La sera del 23 gennaio il grosso della Grand Fleet salpò in supporto agli incrociatori di Beatty ma la Collingwood e il resto della flotta non riuscirono a partecipare nella seguente battaglia di Dogger Bank il giorno seguente. Il 2 febbraio la nave salpò per il Portsmouth Royal Dockyard  per essere brevemente raddobbata per riunirsi poi alla flotta il 18 dello stesso mese. Dal 7 al 10 marzo la Grand Fleet incrociò nella parte settentrionale del Mare del Nord svolgendo anche manovre d'addestramento. Un'altra simile operazione si svolse dal 16 al 19 marzo. Dal 25 marzo al 14 aprile 1915 il contrammiraglio Hugh Evan-Thomas issò temporaneamente la sua insegna sulla nave. L'11 aprile la Grand Fleet svolse un pattugliamento del Mare del Nord centrale e ritornò in porto il 14 aprile. Un simile pattugliamento si svolse nuovamente tra il 17 e il 19 aprile, seguito da esercitazioni di tiro al largo delle Shetland.
La Grand Fleet incrociò nel Mare del Nord centrale dal 17 al 19 maggio e dal 29 al 31 dello stesso mese senza incontrare alcuna imbarcazione nemica. Tra l'11 e il 14 giugno la flotta condusse esercitazioni di tiro ed esercizi di battaglia ad ovest delle Shetland. La Collingwood fu brevemente ormeggiata in banchina a Invergordon dal 23 al 25 giugno. Il re Giorgio V ispezionò la nave l'8 luglio e tre giorni dopo la Grand Fleet condusse esercizi d'addestramento davanti alle Shetland. Il contrammiraglio Ernest Gaunt temporaneamente usò la Collingwood come ammiraglia dal 24 agosto al 24 settembre e dal 10 dicembre al 16 gennaio 1916. tra il 2 e il 5 settembre 1915 la flotta svolse un ulteriore pattugliamento della parte settentrionale del Mare del Nord e svolse esercitazioni di tiro. Per tutto il resto del mese la Grand Fleet condusse numerosi esercizi d'addestramento. La nave, insieme alla maggioranza della Grand Fleet, incrociò di nuovo nel Mare del Nord dal 13 al 15 ottobre. Quasi tre settimane dopo la Collingwood partecipò ad una nuova esercitazione di flotta ad ovest delle Orcadi dal 2 al 5 novembre. Il 21 novembre salpò per il Devonport Royal Dockyard per un nuovo breve raddobbo e ritornò a Scapa il 9 dicembre.

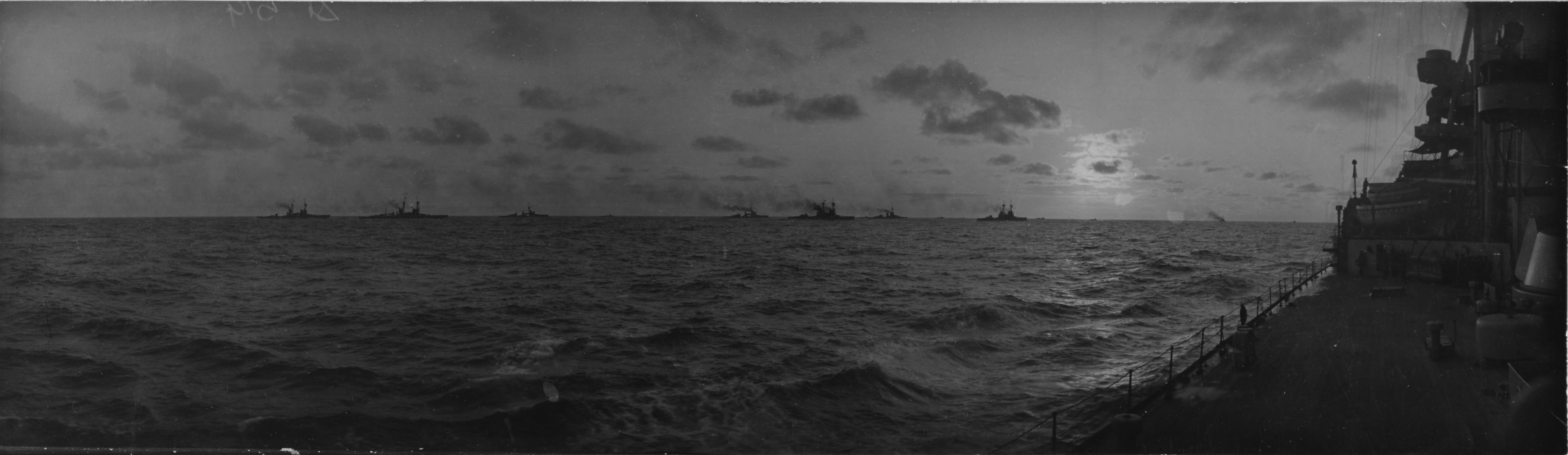
Il 1st Battle Squadron nel Mare del Nord, aprile 1915. Visibili sono la HMS Marlborough (2Dx), HMS Colossus (3Sn) e HMS Hercules (4Sn). Altre navi visibili sono la HMS Superb, HMS St. Vincent, HMS Collingwood e HMS Vanguard.

La Grand Fleet salpò per un pattugliamento del Mare del nord il 26 febbraio 1916. Jellicoe aveva intenzione di utilizzare l'Harwich Force per incrociare nella baia di Helgoland ma il brutto tempo bloccò le operazioni nella parte meridionale del Mare del Nord. Come risultato l'operazione fu quindi limitata alla porzione settentrionale del Mare. Un altro pattugliamento iniziò il 6 marzo ma fu abbandonato il giorno seguente a causa di condizioni meteo troppo severe per i cacciatorpediniere di scorta. La notte del 25 marzo la Collingwood e il resto della flotta salparono da Scapa Flow in supporto agli incrociatori di Beatty ed altre forze leggere che stavano attaccando la base Zeppelin di Tønder. Per quando la Grand Fleet arrivò nell'area il 26 marzo le forze britanniche e tedesche si erano già disingaggiate e una forte burrasca era in arrivo e quindi la flotta ritornò alla base. Il 21 aprile la Grand Fleet condusse una dimostrazione al largo dell'Horns Rev per distrarre i Tedeschi mentre la Marina Imperiale Russa posava nuovamente i suoi campi minati difensivi nel Baltico. La flotta ritornò a Scapa Flow il 24 aprile per rifornirsi e procedettero verso sud in risposta a rapporti dell'intelligence che riportavano che i Tedeschi stessero per intraprendere un raid su Lowestoft. La Grand Fleet arrivò quando i Tedeschi si erano già ritirati. Tra il 2 e il 4 maggio la flotta condusse un'altra dimostrazione davanti all'Horns Rev per tenere l'attenzione dei nemici fissa sul Mare del Nord.

#### Battaglia dello Jutland
In un tentativo di stanare e distruggere parte della Grand Fleet, la Hochseeflotte, composta da 16 corazzate monocalibro, 6 pre-dreadnought, 6 incrociatori leggeri e 31 torpediniere, partì dalla baia di Jade la mattina del 31 maggio. La flotta navigò insieme ai cinque incrociatori da battaglia del contrammiraglio Franz von Hipper. La Room 40 della Royal Navy intercettò e decrittò il traffico radio tedesco contenente i piani dell'operazione. In risposta l'Ammiragliato ordinò alla Grand Fleet, un totale di 28 corazzate monocalibre e 9 incrociatori da battaglia, di uscire la notte precedente per intercettare e distruggere la Hochseeflotte. La Collingwood fu la diciottesima nave della linea di battaglia dopo lo schieramento in formazione.
L'azione iniziale fu combattuta tra gli incrociatori da battaglia delle due parti nel pomeriggio, ma per 18:00 la Grand Fleet arrivò sulla scena. Quindici minuti dopo Jellicoe diede l'ordine di virare e preparare la formazione di battaglia. La transizione dalla formazione di crociera a quella di battaglia causò una congestione nelle divisioni della retroguardia, obbligando molte navi a ridurre la velocità a 8 nodi per evitare le collisioni. Durante la prima parte della battaglia la Collingwood sparò otto bordate dal suo armamento principale contro all'incrociatore leggero già danneggiato SMS Wiesbaden a partire dalle 18:32 ma il numero di colpi andati a segno, ammesso che ce ne sia stato qualcuno, è sconosciuto. Il suo armamento secondario ingaggiò il cacciatorpediniere SMS G42, che stava nel frattempo cercando di portare assistenza al Wiesbaden, ma non riuscì a colpirlo. Alle 19:15 la Collingwood sparò due bordate di proiettili ad alto esplosivo contro l'incrociatore da battaglia SMS Derfflinger, colpendo il bersaglio una volta prima che sparisse nella nebbia. Il proiettile detonò nell'infermeria della nave e danneggiò le sovrastrutture circostanti. Poco dopo, durante l'attacco dei cacciatorpediniere germanici delle 19:20, la nave prese di mira con l'armamento principale un cacciatorpediniere danneggiato senza successo e schivò due siluri che la mancarono di 9 m a poppa e 27 m a prua. Questa fu l'ultima volta che usò i suoi cannoni in una battaglia.
Dopo l'attacco dei cacciatorpediniere tedeschi la Hochseeflotte si disingaggiò e la Collingwood, come il resto della Grand Fleet, non vide ulteriori azioni. Questo accadde in parte a causa della confusione a bordo della nave ammiraglia a proposito dell'esatta collocazione della flotta nemica. Senza questa informazione cruciale Jellicoe non poté riportare in azione le sue navi. Alle 21:30 la Grand Fleet iniziò a riorganizzarsi nella formazione di crociera notturna. Alle prime luci del 1 giugno la Grand Fleet rastrellò l'area in cerca di navi tedesche danneggiate ma dopo diverse ore di ricerca non ne trovarono nessuna. La Collingwood durante la battaglia sparò un totale di 52 proiettili perforanti e 32 all'alto potenziale dal suo armamento principale e 35 proiettili da 102 mm. Il Principe Alberto era un sottotenente a comando della torretta di prua durante la battaglia e durante un momento di calma sedette all'aperto sul tetto della torretta.

#### Attività successiva
Dopo la battaglia la nave fu trasferita al 4th Battle Squadron al comando del viceammiraglio Sir Doveton Sturdee, che ispezionò la Collingwood l'8 agosto 1916. La Grand Fleet prese il mare il 18 agosto tentò un'imboscata alla Hochseeflotte, che era in navigazione del Mare del Nord meridionale, ma una serie di comunicazioni errate ed errori bloccarono Jellicoe dall'intercettare la flotta nemica prima che ritornasse in porto. Due incrociatori leggeri furono affondati da U-boot tedeschi durante l'operazione, spingendo Jellicoe a decidere di non rischiare più le sue unità principali a sud di 55° 30' N a causa dell'alto numero di sommergibili e mine nemiche. l'Ammiragliato concordò con l'ammiraglio in capo e stipulò che la Grand Fleet dovesse uscire in mare solo in caso di una possibile invasione del suolo britannico o se ci fosse stata una reale possibilità di ingaggiare una battaglia col nemico in condizioni vantaggiose.

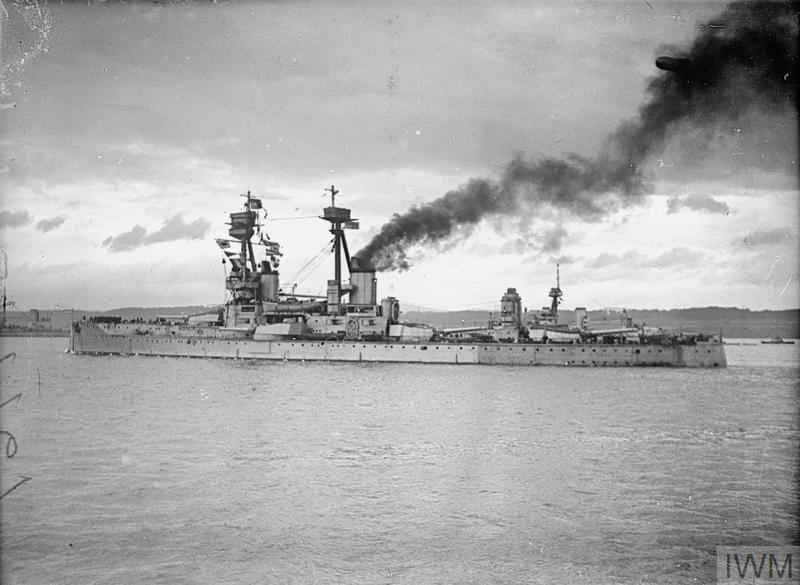
Collingwood in entrata a Rosyth, 25 agosto 1917

La Collingwood fu sottoposta a un breve raddobbo a Rosyth ai primi di settembre 1916 prima di riunirsi con la Grand Fleet. Il 29 ottobre Sturdee salì a bordo per consegnare alla nave l'onorificenza di battaglia "Jutland 1916". Il capitano di vascello Wilmot Nicholson assunse brevemente il comando il 1º dicembre prima di essere trasferito al nuovo incrociatore da battaglia Glorious dopo il subentro del capitano di vascello Cole Fowler il 26 marzo 1917. Insieme al resto del 4th Battle Squadron, la Collingwood prese il mare per svolgere esercizi tattici per qualche giorno nel febbraio 1917. La nave era presente a Scapa Flow il 9 luglio quando le polveriere della nave gemella Vanguard esplosero e il suo equipaggio recuperò i corpi di tre uomini morti nell'esplosione. Nel gennaio 1918 la Collingwood e altre tra le prime dreadnought attraversarono il Mare del Nord verso la Norvegia probabilmente per fornire protezione a un convoglio in arrivo. Insieme al resto della Grand Fleet uscì in mare il pomeriggio del 23 aprile dopo che una trasmissione radio aveva rivelato che la Hochseeflotte era in mare dopo aver fallito l'intercetto di un convoglio per la Norvegia. I Tedeschi erano troppo distanti dai Britannici e nessun colpo fu sparato. All'inizio di novembre la Collingwood era a Invergordon per essere rapidamente raddobbata grazie ad un bacino galleggiante e mancò quindi la resa della Hochseeflotte il 21 novembre. Fu leggermente danneggiata il 23 novembre mentre tentava l'approccio alla nave cisterna RFA Ebonol.
Nel gennaio 1919 la Collingwood fu trasferita a Devonport e assegnata alla Reserve Fleet. Alla dissoluzione della Grand Fleet il 18 marzo, la Reserve Fleet fu ridesignata Third Fleet e la Collingwood ne divenne l'ammiraglia. Divenne un tender per la HMS Vivid il 1º ottobre e servì come nave scuola per artiglieri e marconisti. La scuola marconisti fu trasferita sul Glorious il 1 giugno 1920 e continuò con l'addestramento di artiglieri fino ai primi di agosto quando fu posta di nuovo in riserva. Divenne una nave scuola per cadetti il 22 settembre 1921 fino a quando non fu radiata il 31 marzo 1922. La Collingwood fu venduta alla John Cashmore Ltd per essere demolita il 12 dicembre dello stesso anno e arrivò a Newport, nel Galles, il 3 marzo 1923 per iniziare la demolizione.

## Reliquie
Le insegne di battaglia issate dalla nave durante la Battaglia dello Jutland si trovano in un'istituzione costiera della marina con lo stesso nome e presso la Roedean School nell'East Sussex.